# André Coyné
André Coyné, nacido en Bioule, 1927 y fallecido el 15 de enero de 2015 fue un profesor universitario, escritor y traductor francés. Estudió a Vallejo y  Moro y fue gran difusor de literatura peruana en América y Europa.
Doctor en Letras por la Universidad Nacional Mayor de San Marcos, fue también miembro extranjero de la Academia Peruana de la Lengua.

## Ámbito académico
De 1948 à 1957, André Coyné impartió clases en América Latina (Perú, Brasil, México, Argentina). Continuó su carrera en la Universidad Complutense de Madrid, la Universidad de Lisboa, el Liceo Descartes de Phnom-Penh y el Liceo Carnot de Túnez, así como en la Escuela Normal Superior de Abidjan.

## Investigación y difusión
Especialista en poesía hispánica y portuguesa, publicó varias recopilaciones de poesía en español. Tradujo autores como Fernando Pessoa, Juan Donoso Cortés y César Moro, de quien fue amante y albacea. Una parte importante de su trabajo consistió en investigar la influencia de la Tradición sobre las vanguardias contemporáneas como el surrealismo. Fue corresponsal en Portugal y colaborador de las revistas Politica Hermetica y Éléments.

## Publicaciones
- César Vallejo, hombre y poeta. Letras (Lima), 17(46), 1951, 69-86. https://doi.org/10.30920/letras.17.46.6
- Influencias culturales y expresión personal en Los Heraldos Negros.. Letras (Lima), 20(50-53), 39-104, 1954. https://doi.org/10.30920/letras.20.50-53.3
- Trilce y los límites de la poesía. Letras (Lima), 21(54-55), 67-128, 1955. https://doi.org/10.30920/letras.21.54-55.4
- Nota sobre la aventura humana: el ejemplo de Proust, Universidad Nacional Mayor de San Marcos, Editorial San Marcos, 1957.
- César Vallejo y su obra poética, Editorial Letras Peruanas, 1958.
- Las vacaciones, Universidad Veracruzana, Colección Ficción, 1962. Traducida del francés por Luis Mario Schneider.
- Carta con dos y dios, poema, Buenos Aires et París, E. Delpire, 1965.
- Alibi à loup d’angle, Buenos-Aires et París, Éditions du Pi-hi et Delpire, 1966.
- Capitan Andres Co. Descubrim del Río de L, Ilustraciones de Nicolás Rubió. Dibujo de Mario Arbolave, París, E. Delpire, 1967.
- Medio siglo con Vallejo, Lima, Pontificia Universidad Católica del Perú, Fondo editorial, 1999.
- Études d'histoire de l'ésotérisme, París, Éditions du Cerf, 2007.
- Regards sur Fernando Pessoa: Écosse, Tradition primordiale, Rose-croix et rosicrucianisme, franc-maçonnerie templière, Imago templi, l'Empire de la fin, hermétisme, René Guénon, Aleister Crowley, Zacharias Werner, Golden dawn, Ordo templi orientis, prophétie du Portugal, etc, Archè, 2011

### Ediciones de texto
César Moro, Los anteojos de azufre: prosas reunidas y presentadas por André Coyné, Lima, Editorial San Marcos, 1958